# Ngaglik (Batu)
Ngaglik is een bestuurslaag in het regentschap Batu van de provincie Oost-Java, Indonesië. Ngaglik telt 11.049 inwoners (volkstelling 2010).